# Wael Sawan
Wael Sawan, född 1974, är en libanesisk-kanadensisk företagsledare som är VD för det brittiska petroleumbolaget Shell sedan den 1 januari 2023 när han efterträdde Ben van Beurden på positionen.
Han började arbeta 1997 för Shell och har arbetat främst för Shells verksamheter i Qatar. Sawan har också arbetat inom uppström; nedström; integrerad naturgas; avdelningen som har hand om Shells verksamheter på djupt vatten samt förnybara energikällor.
Sawan avlade en master i kemiteknik vid McGill University och en master of business administration vid Harvard Business School.